# 고르고로스
고르고로스(Gorgoroth)는 1992년에 노르웨이의 베르겐에서 근거지를 둔 블랙 메탈 밴드이다. 밴드 이름은 J. R. R. 톨킨의 소설 반지의 제왕에 등장하는 지명에서 따 온 것이다.